# Alençon

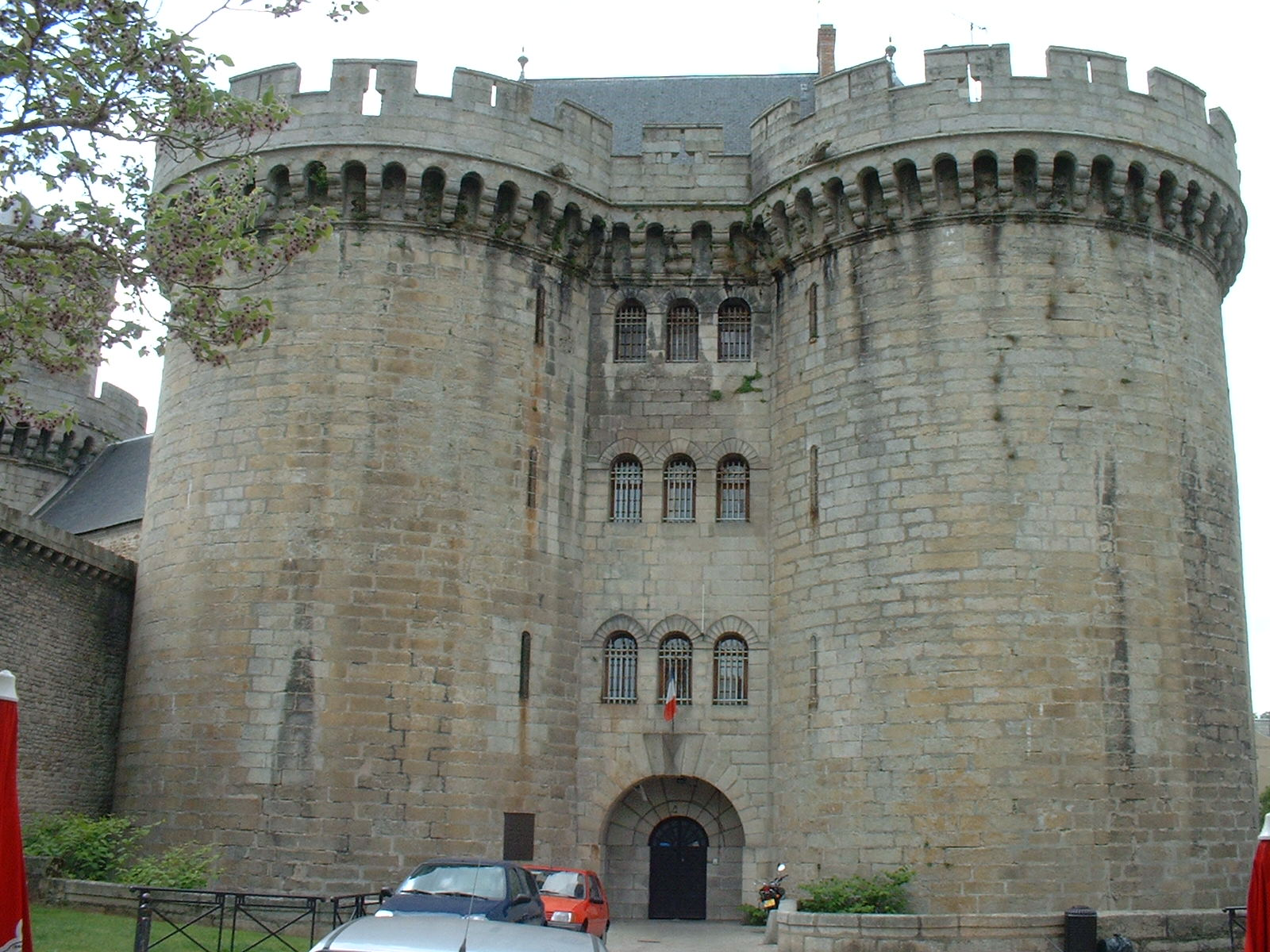
Le Château des Ducs, slottet som tillhörde hertigarna av Alençon.

Alençon är en stad i regionen Normandie, i Frankrike, préfecture (departementshuvudstad) i departementet Orne. År 2022 hade Alençon 25 667 invånare.
På 1600-talet var Alençon känt för sina spetsarbeten, point d'Alençon, och sina slipade kvartskristaller (diamants d’Alençon). Det har länge varit ett centrum inom tekoindustrin, med bomull-, linne- och ylleväverier. Staden är belägen på en vidsträckt och fruktbar slätt och har lämningar efter hertigarnas av Alençon gamla slott, Le Château des Ducs.
Alençon var först ett grevskap och blev sedermera hertigdöme. De första hertigarna av Alençon härstammade från Karl II av Valois, vilken 1322 
fick det som län. Huset Alençon utslocknade med Karl IV (1525). Hertigdömet förlänades därefter åt Frans av Anjou, hemföll 1584 till kronan, pantsattes 1605 till hertigen av Württemberg och inlöstes 1612 åter till kronan. Sedermera förde prinsar av kungliga huset flera gånger titeln hertig av Alençon.

## Befolkningsutveckling
Antalet invånare i kommunen Alençon
| Referens: INSEE |